# ميك إليوت
ميك إليوت (بالإنجليزية: Mike Elliott)‏ هو ممثل بريطاني، ولد في 17 يوليو 1946 في المملكة المتحدة، وتوفي في 23 ديسمبر 2014 في المملكة المتحدة.

## أعمال

### أفلام
- (2000) بيلي إليوت[4]

## وصلات خارجية
- ميك إليوت على موقع IMDb (الإنجليزية)
- ميك إليوت على موقع ميوزك برينز (الإنجليزية)
- ميك إليوت على موقع قاعدة بيانات الفيلم (الإنجليزية)